# Ptenomela columbica
Ptenomela columbica är en skalbaggsart som beskrevs av Ohaus 1908. Ptenomela columbica ingår i släktet Ptenomela och familjen Rutelidae. Inga underarter finns listade i Catalogue of Life.